# جان فانتام
جان فانتام (به انگلیسی: John Fantham) بازیکن فوتبال زادهٔ ۶ فوریه ۱۹۳۹ اهل انگلستان بود که سابقهٔ بازی در تیم ملی فوتبال انگلستان را در کارنامهٔ خود دارد. وی در تاریخ ۲۸ سپتامبر ۱۹۶۱ تنها بازی ملی خود را در مقابل تیم ملی فوتبال لوکزامبورگ انجام داد.